# شهرستان لوتبینییر
شهرستان لوتبینییر (به انگلیسی: Lotbinière Regional County Municipality) یک منطقهٔ مسکونی در کانادا است که در شودییر-آپالاش واقع شده‌است. شهرستان لوتبینییر ۱٬۶۸۷٫۰۰ کیلومتر مربع مساحت و ۲۹٬۶۱۷ نفر جمعیت دارد.